# Objaw Cabrery

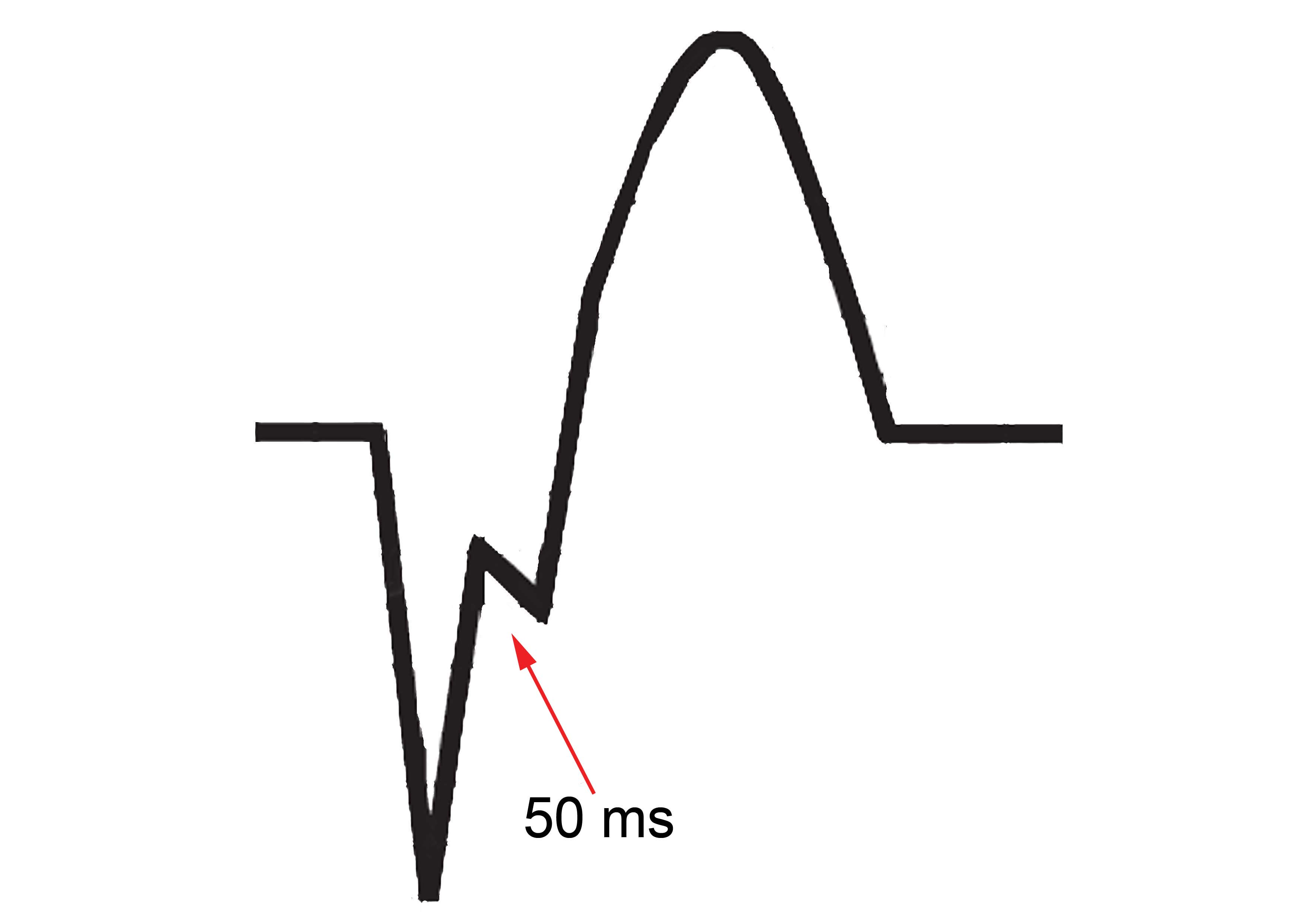
Schematyczne przedstawienie objawu Cabrery w zapisie EKG bloku lewej odnogi pęczka Hisa.

Objaw Cabrery – obserwowane w EKG zaburzenie przewodnictwa śródkomorowego pod postacią zazębienia części wstępującej załamka S, mogące wskazywać na przebyty zawał mięśnia sercowego u pacjentów z blokiem lewej odnogi pęczka Hisa (LBBB) lub ze stałą elektrostymulacją serca. 

## Historia
Objaw Cabrery został po raz pierwszy opisany w 1953 roku przez meksykańskich kardiologów Enrique Cabrerę i Charlottę Friedland w bloku lewej odnogi pęczka Hisa.

## Definicja
Objaw Cabrery jest to zazębienie na ramieniu wstępującym załamka S o czasie trwania nie mniejszym niż 40 milisekund występujące przynajmniej w jednym z odprowadzeń komorowych V3–V5.

## Zastosowanie
Objaw Cabrery świadczy o przebytym zawale mięśnia sercowego u pacjentów z obecnym w zapisie elektrokardiograficznym blokiem lewej odnogi pęczka Hisa (LBBB) lub też ze wszczepionym stymulatorem serca, u których występują jedynie zespoły QRS wynikające ze stymulacji komorowej. Objaw Cabrery charakteryzuje się małą czułością i dużą swoistością. U pacjentów z blokiem lewej odnogi pęczka Hisa czułość objawu wynosi 29%, a swoistość 91%, zaś u pacjentów ze stałą stymulacją czułość objawu jest zależna od rozległości zawału i wynosi 23–63%, natomiast swoistość wynosi 97–100%.